# Thomas Valentin Aass
Thomas Valentin Aass (Kristiania, 28 aprile 1887 – Oslo, 14 agosto 1961) è stato un politico e velista norvegese.

## Biografia
Era il figlio di Julius Aas (1832-1909), e di sua moglie, Hulda Mathilde Olsen (1848-1929). Nel 1923 sposò Ingeborg Horn.
Si laureò presso l'Università di Oslo. Dal 1912 al 1915 è stato un deputato. Gareggiò nel 1912 alle Olimpiadi come un membro dell'equipaggio della Taifun, che vinse la medaglia d'oro negli 8 metri. Rappresentò la Royal Norwegian Yacht Club.

### Carriera
Nel 1917 fu segretario nel Ministero degli affari esteri. Fu promosso a segretario nel 1920, poi fu promosso a console a Barcellona nel 1921 e a segretario a Londra nel 1922 infine venne promosso a vice console nel 1923. Nel 1930 fu trasferito a Stoccolma.
Fu promosso a consigliere nel 1943 e nel 1946 console generale a Göteborg.
Morì il 14 agosto 1961 e fu sepolto a Oslo.